# Lautaro Montoya
Lautaro Montoya (Villa Ballester, Buenos Aires, Argentina; 7 de octubre de 1994) es un futbolista argentino. Juega de lateral izquierdo y su equipo actual es Gimnasia y Tiro de Salta (GyT) de la Segunda División de Argentina, a préstamo desde Estudiantes (BA).

## Trayectoria
Surgido de las inferiores del Club Atlético San Lorenzo de Almagro. 
En 2015 conseguiría el título de la división reserva, título que San Lorenzo no conseguía desde 1999. Montoya fue el lateral por la banda izquierda que más partidos disputó después de Ramiro Arias.
El 4 de enero de 2016 es citado por el técnico Pablo Guede, para realizar la pretemporada junto con el primer equipo. El 12 de enero disputa su primer partido no oficial como titular en el empate 1-1 frente a Independiente de Avellaneda. Debuta como profesional entrando de titular en el partido de San Lorenzo frente a Arsenal de Sarandí, el 12 de marzo de 2016.
Su debut oficial fue el 12 de marzo de 2016 en una derrota 2-0 frente a Arsenal de Sarandí en el Nuevo Gasómetro, en ese partido disputó los 90 minutos.
A mediados de 2017 fue cedido a préstamo a Chacarita Juniors y en 2018 regresó lesionado a San Lorenzo. Con la llegada de Almirón a la dirección técnica del equipo en 2019 fue bajado a reserva donde ganó dos títulos. A mediados de 2019 rescindió su contrato con San Lorenzo.
Actualmente forma parte del plantel de Estudiantes, que disputa la Primera Nacional.

## Estadísticas
Actualizado al último partido disputado el 13 de febrero de 2023.
| Club                            | Div.          | Temporada     | Liga  | Liga  | Copas nacionales | Copas nacionales | Copas internacionales | Copas internacionales | Total | Total |
| Club                            | Div.          | Temporada     | Part. | Goles | Part.            | Goles            | Part.                 | Goles                 | Part. | Goles |
| ------------------------------- | ------------- | ------------- | ----- | ----- | ---------------- | ---------------- | --------------------- | --------------------- | ----- | ----- |
| San Lorenzo Argentina           | 1.ª           | 2016          | 3     | 0     | 0                | 0                | 1                     | 0                     | 4     | 0     |
| San Lorenzo Argentina           | 1.ª           | 2016-17       | 4     | 0     | 0                | 0                | 1                     | 0                     | 5     | 0     |
| San Lorenzo Argentina           | Total club    | Total club    | 7     | 0     | 0                | 0                | 2                     | 0                     | 9     | 0     |
| Chacarita Juniors Argentina     | 1.ª           | 2017-18       | 4     | 0     | 0                | 0                | —                     | —                     | 4     | 0     |
| Chacarita Juniors Argentina     | Total club    | Total club    | 4     | 0     | 0                | 0                | 0                     | 0                     | 4     | 0     |
| Estudiantes (BA) Argentina      | 2.ª           | 2019-20       | 18    | 1     | 3                | 1                | —                     | —                     | 21    | 2     |
| Estudiantes (BA) Argentina      | 2.ª           | 2020-21       | 7     | 0     | 0                | 0                | —                     | —                     | 7     | 0     |
| Estudiantes (BA) Argentina      | Total club    | Total club    | 25    | 1     | 3                | 1                | 0                     | 0                     | 28    | 2     |
| Sarmiento (Junín) Argentina     | 1.ª           | 2021          | 21    | 1     | 2                | 0                | —                     | —                     | 23    | 1     |
| Sarmiento (Junín) Argentina     | 1.ª           | 2022          | 8     | 0     | 0                | 0                | —                     | —                     | 8     | 0     |
| Sarmiento (Junín) Argentina     | Total club    | Total club    | 29    | 1     | 2                | 0                | 0                     | 0                     | 31    | 1     |
| Central Córdoba (SdE) Argentina | 1.ª           | 2022          | 12    | 0     | 0                | 0                | —                     | —                     | 12    | 0     |
| Central Córdoba (SdE) Argentina | Total club    | Total club    | 12    | 0     | 0                | 0                | 0                     | 0                     | 12    | 0     |
| Tigre Argentina                 | 1.ª           | 2023          | 1     | 0     | 1                | 0                | —                     | —                     | 2     | 0     |
| Tigre Argentina                 | Total club    | Total club    | 1     | 0     | 1                | 0                | 0                     | 0                     | 2     | 0     |
| Total carrera                   | Total carrera | Total carrera | 78    | 2     | 6                | 1                | 2                     | 0                     | 86    | 3     |